# Konsulinsaari
Konsulinsaari est une petite île du quartier de Jussinkylä à Tampere en Finlande.

## Histoire
Konsulinsaari est une petite ile au milieu des rapides Tammerkoski.
En 1858, un étroit pont piétonnier en bois est construit à travers Konsulinsaari. 
C'est alors le deuxième pont sur les Tammerkoski. 
À cette époque, le pont construit à l'emplacement du pont Hämeensilta s'appelait Isosilta.
En 1882, on construit sur l'île un café-restaurant qui fonctionnera jusqu'en 1897. 
C'est alors que l'on a commencé la construction de l'actuel Satakunnansilta, et lorsqu'elle s'achève en 1900, l'accès à l'île est coupé. 
En même temps, une grande partie de l'île est restée sous le pont.
En 1901, on projette de construire un nouveau restaurant sur l'île dont les plans sont commandés à l'architecte Birger Federley, mais les plans seront abandonnés. 
Depuis lors, l'île est restée inoccupée.
À l'automne 2016, des rénovations ont été effectuées sur l'île et on y a érigé la statue Kultakutri sculpté par Matti Haupt.